# Козыра, Катажина
Катажина Козыра (пол. Katarzyna Kozyra; род. 1 февраля 1963, Варшава) — польская художница, скульптор, мастер перформансов и фотограф.

## Образование
Изучала германистику в Варшавском университете (1985—1988). Является выпускницей мастерской Гжегожа Ковальского в Академии искусств в Варшаве (1988—1993) и Высшей школы графики дизайна книги в Лейпциге (1998).

## Художественная деятельность
Дипломная работа Катажины Козыры — Пирамида животных (1993). Представляла собой установленные друг на друга тела животных: коня, пса, кота и петуха. Напоминая мотив из сказки Братьев Гримм «Бременские музыканты», работа преследовала цель показать, что люди ответственны за промышленный конвейер убоя животных.
Работа обрела популярность и закрепила за Катаржиной реноме контраверсионной художницы. После этого большинство её работ (Кровные связи 1995, Олимпия 1996, Женская баня 1996, Мужская баня 1999) громко обсуждались в СМИ.
Перформанс Женская баня (художница вошла в публичную баню со скрытой камерой). Козыра хотела показать, как женщины выглядят «на самом деле», то есть в ситуации, когда на них никто не смотрит и когда они не должны вписываться в рамки отточенных канонов красоты. Эта работа также являлась аллюзией к истории художественного искусства, которое как раз имело влияние на формирование этого канона (например, картины Жана Энгра, показывающего женские бани). Мужская баня была одновременно антитезой и продолжением этой работы. Козыря вошла в мужскую баню с прикрепленным искусственным пенисом и полотенцем на плечах, который прикрывал её грудь. Художница была удивлена тем, что мужчины даже находясь обнаженными обращают внимание на свой вид, присматриваются друг к другу, сравнивают. Мистификация художницы не была разоблачена.
В 1999 году представляла Польшу на 48 Международном Биеннале искусств в Венеции, где за видеоинсталляцию Мужская баня получила почетную награду.
В 1999—2002 годах Катажина работала над проектом, который возник из идеи хореографии Вацлава Нижинского к балету «Праздник весны» Игоря Стравинского. В 2002 году выпустила видеоинсталляцию «Преступление и наказание».
В своем проекте «В искусстве мечты становятся явью» Козыря концентрируется на создании креативных перформансов.
Она создает клипы. Примером является «Чирлидерка» из цикла «В искусстве мечты становятся явью». В этом музыкальном эпизоде Козыря интерпретирует песню Гвен Стефани «What Are You waiting for». Играя мужские и женские клише, художница воплощается в роль звезды поп-рока, которая является чирлидеркой в мужской спортивной раздевалке.
С 2010 года работает над своим первым полнометражным художественным фильмом. На рубеже 2010 и 2011 года состоялась большая монографическая выставка художницы под названием «Катажина Козыра. Кастинг». Во время этой выставки, которая представила наиболее важные произведения из наследия художницы, она реализовала свой новый проект. Это был проект кастинг на Козыры. Результаты в виде смонтированных записей из интервью кастинга были показываемые на выставке. На рубеже 2011 и 2012 годов Козыря провела выставку в Польше — в Национальном музее в Кракове. Выставка имела название «Катажина Козыра. Выставка». На этой выставке художница впервые представила реквизиты со съемок собственных проектов, которые были помещены в музейных стеллажах.

## Награды
- 1997 — лауреатка премии «Polityka»
- 1999 — почётная награда 48 Венецианской Биеннале
- 2011 — премия Министра культуры и национального наследия Польши